# Akhund
Akhund (persa: آخوند) és un títol islàmic d'origen persa que designa un cert tipus de clergue. És utilitzat a l'Iran, l'Azerbaidjan i en algunes zones de l'Afganistan i del Pakistan, així com per l'ètnia hui, per qui és el mot estàndard per a designar un imam en xinès (阿訇; pinyin: āhōng).
El seu significat es podria traduir per ‘mestre’, la qual cosa el fa equivalent, en certa manera, de xeic, mul·là o simplement de «mestre d'escola».

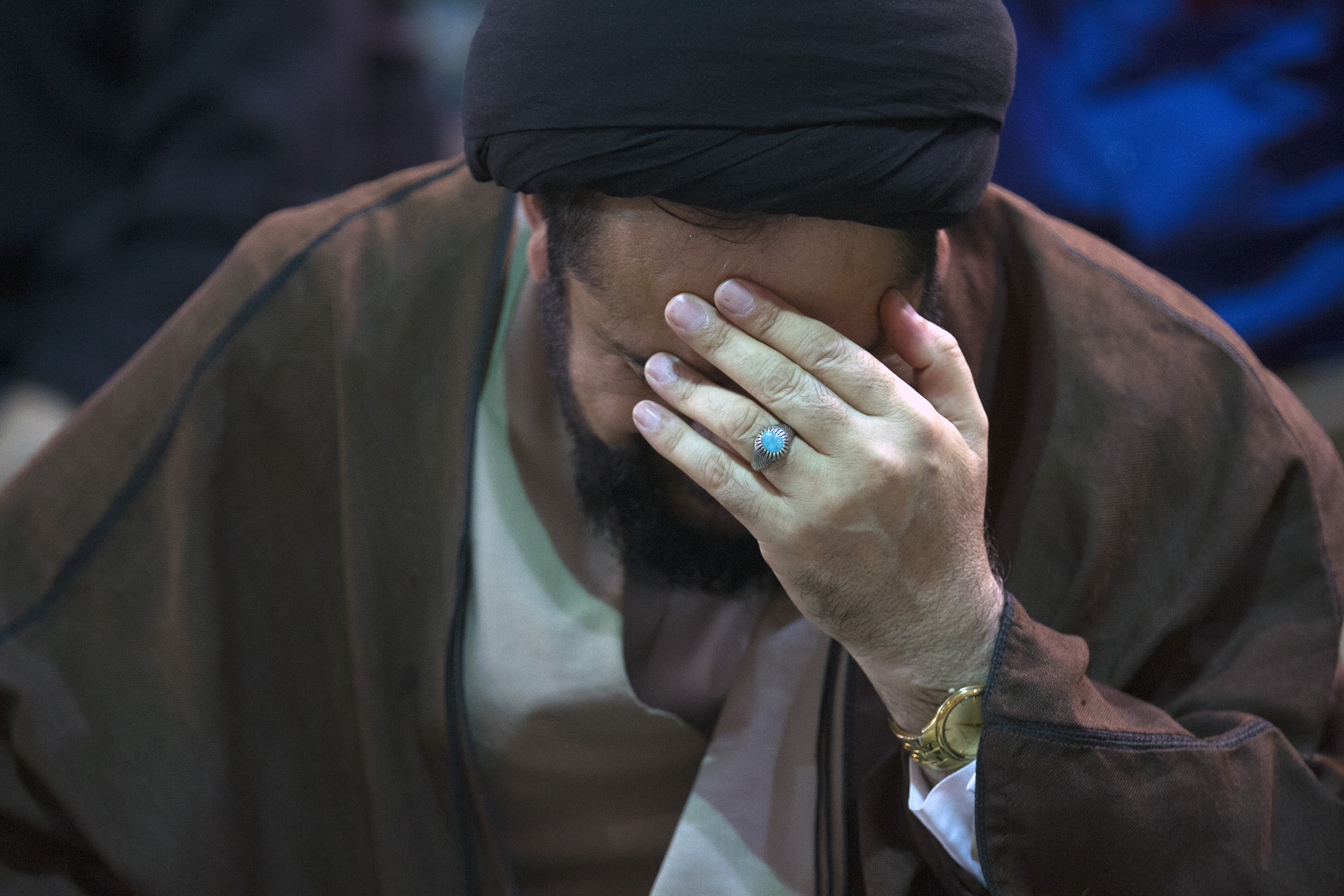
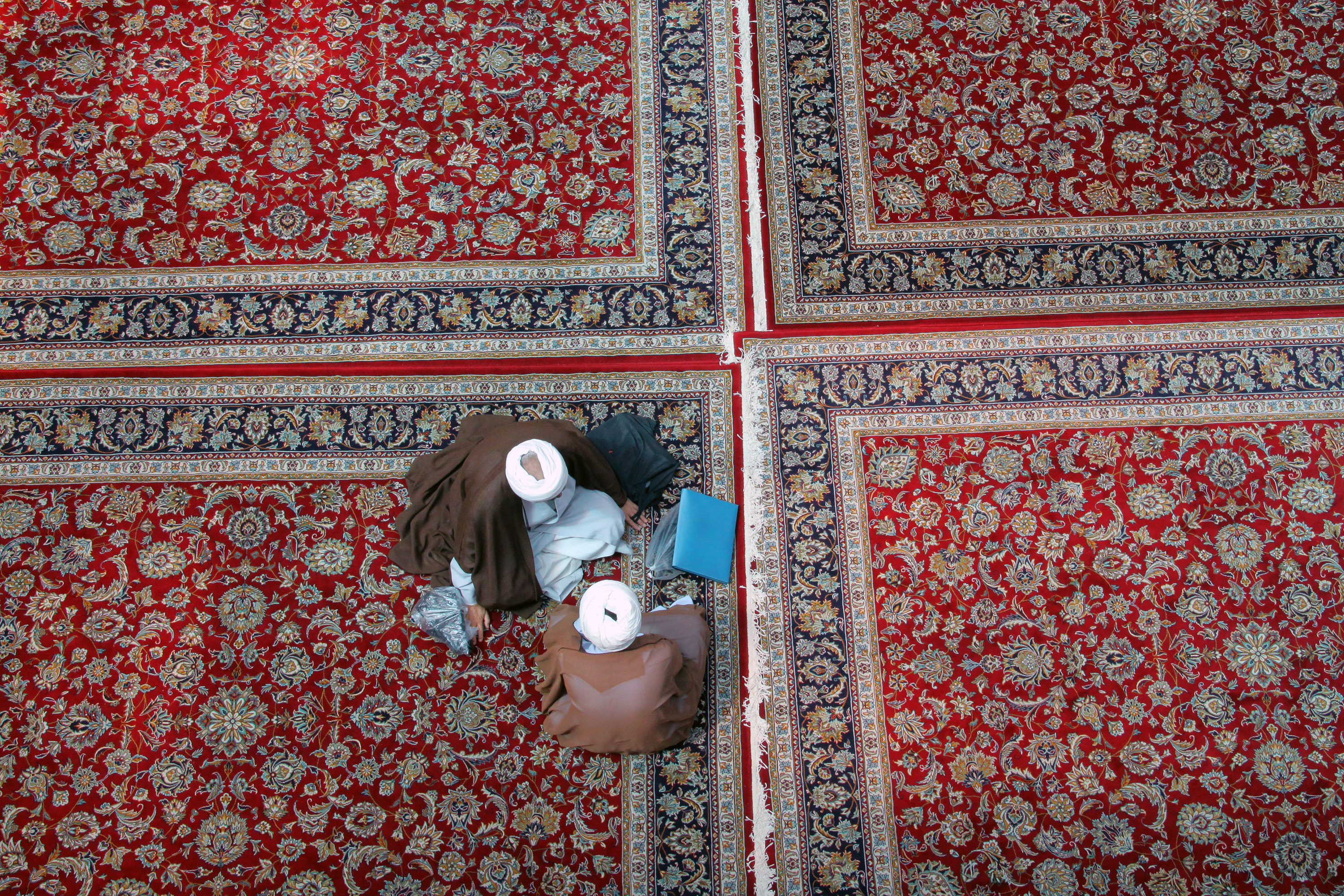
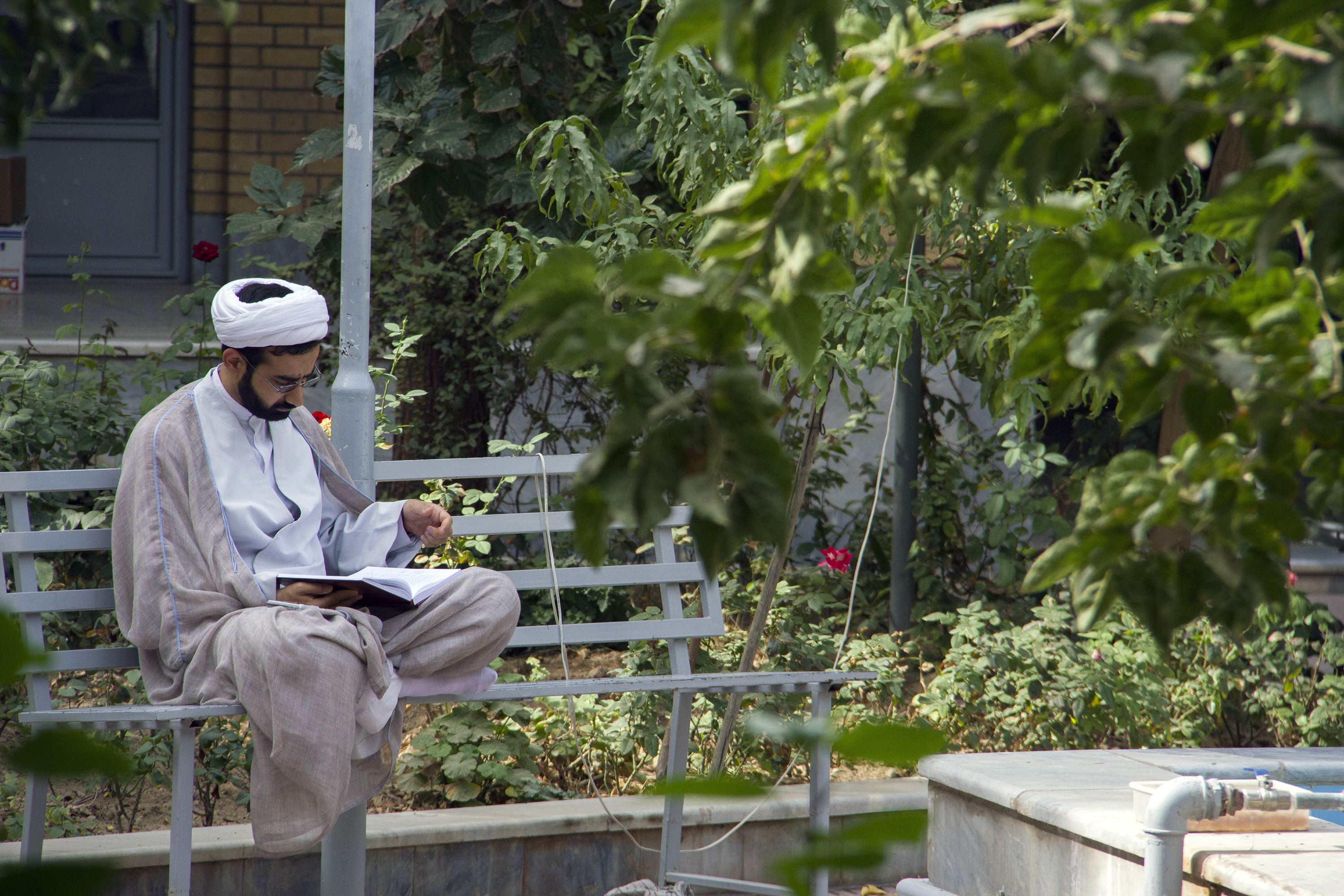
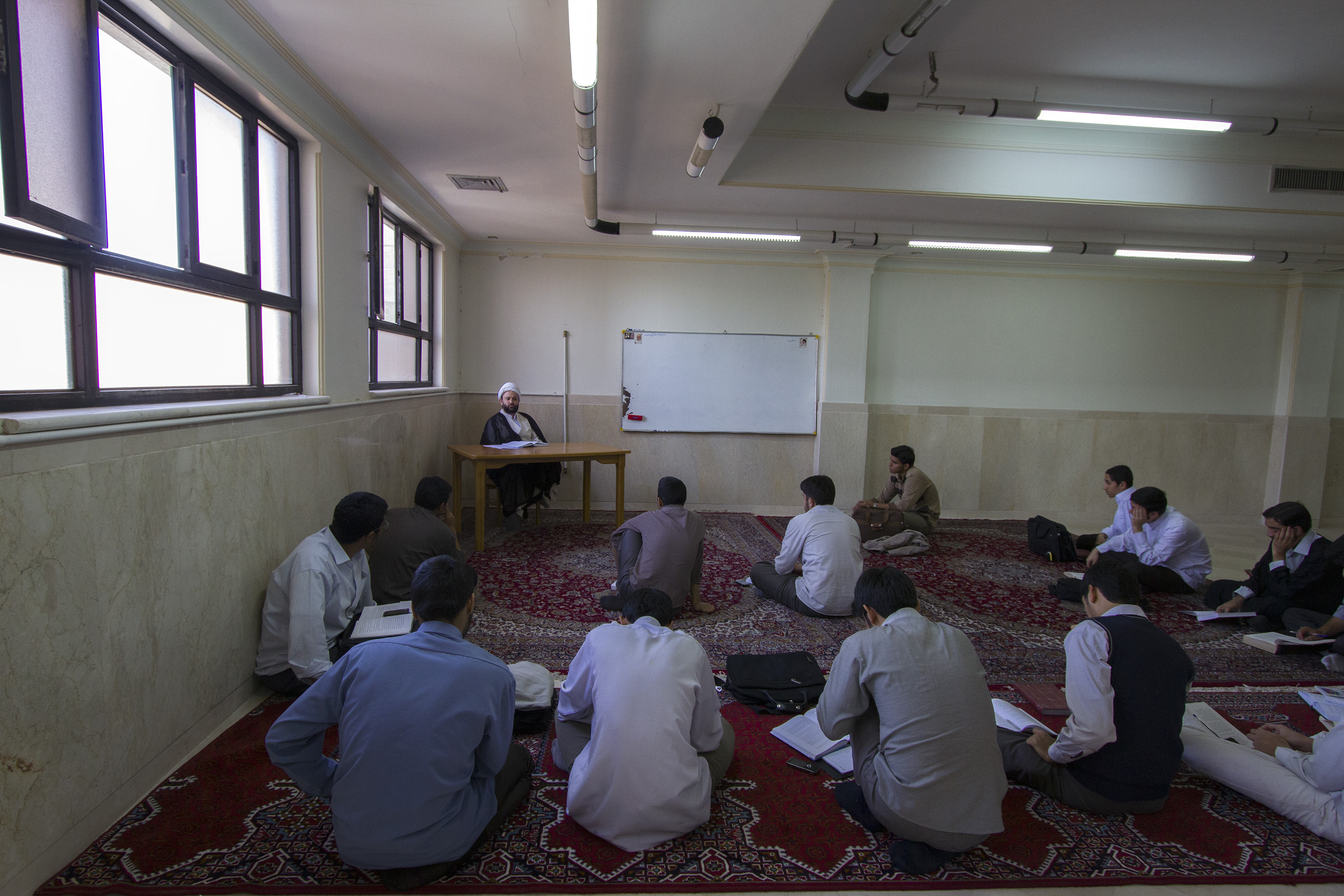
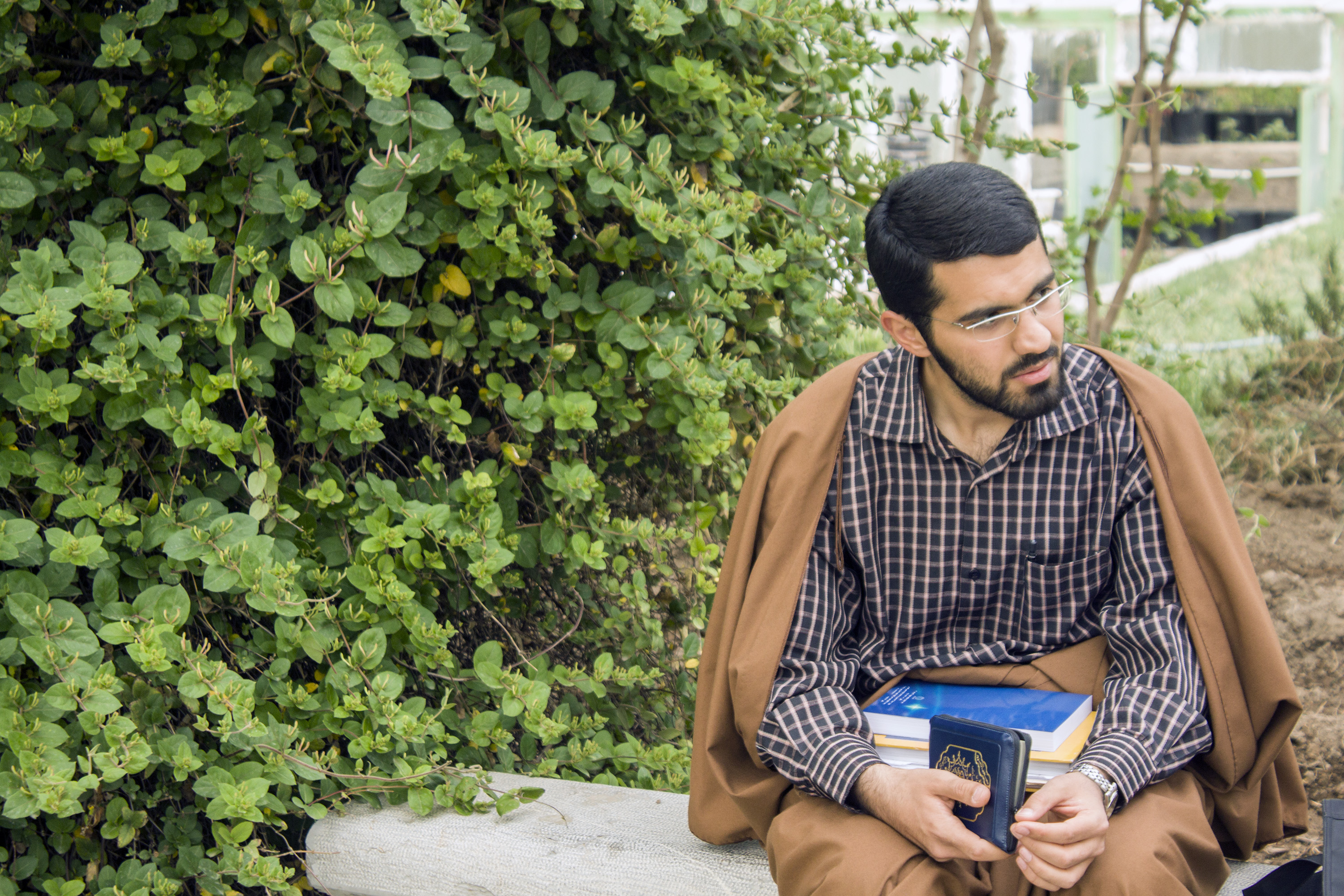
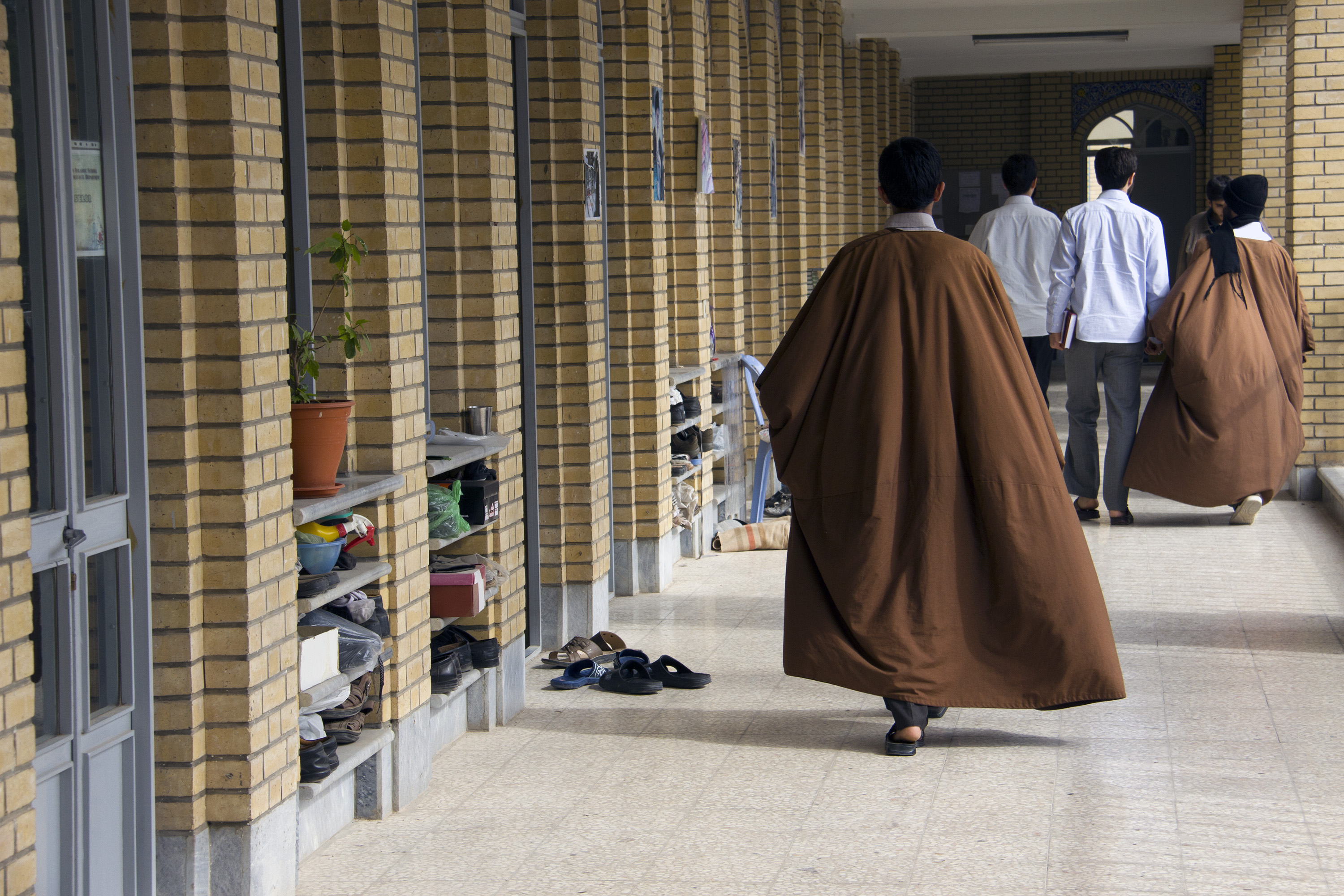